# John Graham, 1. Viscount of Dundee

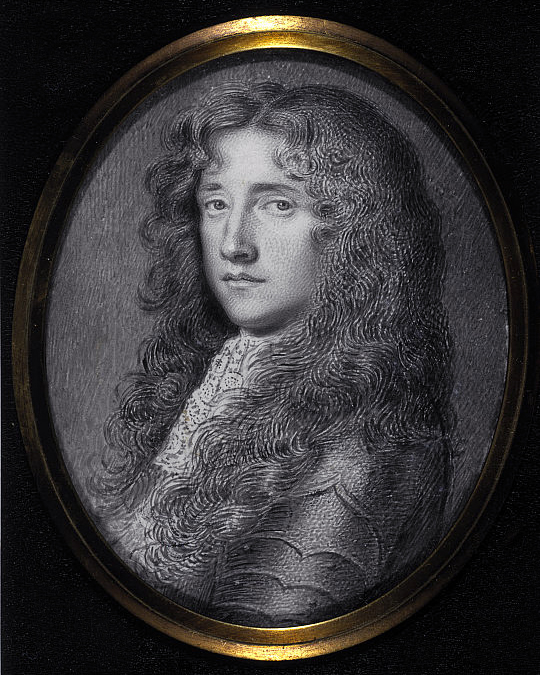
John Graham of Claverhouse

John Graham, 1. Viscount of Dundee, bekannt als Bonnie Dundee (* 1648; † 27. Juli 1689) war ein schottischer Adliger des 17. Jahrhunderts, der seinen Ruhm in Schottland dem Sieg in der Schlacht von Killiecrankie im Schottischen Aufstand von 1689 verdankt.

## Leben
Er war der älteste Sohn und Erbe des Royalisten Sir William Graham aus dessen Ehe mit Lady Magdalene Carnegie, Tochter des John Carnegie, 1. Earl of Northesk. Sein Vater war 6. Laird of Claverhouse bei Dundee in den schottischen Lowlands.
Er studierte bis 1661 an der Universität von St. Andrews. Im Holländischen Krieg diente er ab 1672 als Freiwilliger unter dem Duke of Monmouth in der Armee Ludwigs XIV. von Frankreich. Nach dem Kriegsaustritt der Engländer 1674 wechselte er die Seite und diente jetzt im niederländischen Heer als Cornet in der Garde von Wilhelm von Oranien, dem er im Kampf gegen die Franzosen in der Schlacht von Seneffe am 11. August 1674 das Leben rettete. Er wurde zum Hauptmann befördert, nahm aber 1676 nach der Belagerung von Maastricht seinen Abschied. Wilhelm von Oranien empfahl ihn an seinen Onkel, den späteren König Jakob II., damals Duke of York. In Schottland kommandierte er ab 1678 ein eigenes Dragonerregiment, das an der brutalen Unterdrückung der Presbyterianer (Covenanters) in Dumfries and Galloway beteiligt war. Von dieser Seite brachte ihm das den Spitznamen „Bloody Clavers“ (schottisch „Bluidy Clavers“) ein. 
Im anschließenden Covenanter-Aufstand wurde er 1679 bei Drumclog geschlagen, zog sich nach Glasgow zurück, das er erfolgreich verteidigte, und siegte mit Monmouth vereinigt bei Bothwell Bridge. 1680 hinterließ er bei Karl II., den er zu härterem Vorgehen gegen die Covenanter überreden wollte, einen sehr günstigen Eindruck und machte in der Folge stetig Karriere. Seine überraschende Heirat 1674 mit Lady Jean Cochrane, die aus einer aufständischen Covenanter-Familie stammte und deren Mutter eine überzeugte Presbyterianerin war, schadete seiner Karriere nur kurz. 1686 wurde er Generalmajor und James VII. von Schottland (Jakob II. von England), dessen getreuer Gefolgsmann er war, erhob ihn 1688 als Viscount of Dundee und Lord Graham of Claverhouse in den erblichen Adelsstand. 

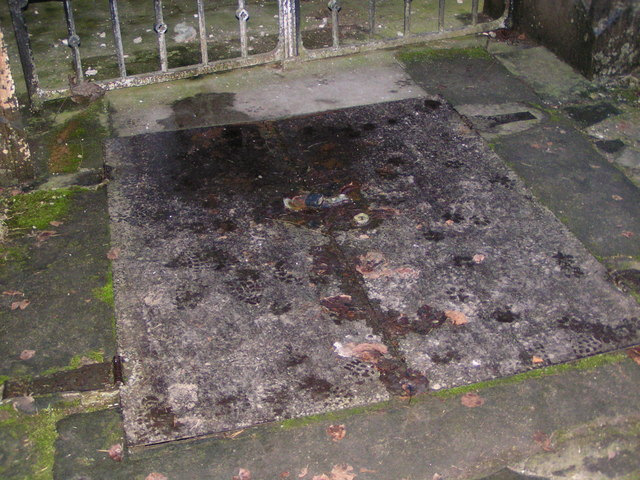
Dundees Grab

Im selben Jahr, als Jakob II. im Rahmen der Glorious Revolution ins Exil ging und durch Wilhelm von Oranien abgelöst wurde, begann Dundee in den Highlands den Widerstand zu organisieren, war aber im März 1689 gezwungen, aus Edinburgh unterzutauchen. Er starb in einer Schlacht gegen General Hugh Mackay in einem Tal beim Pass von Killiecrankie. Dundee ritt an der Spitze des Heeres und hielt als Ermutigung für seine Highlander sein Schwert hoch erhoben, sodass sein Brustpanzer hochrutschte und ihn eine verirrte Kugel zwischen die Rippen treffen und tödlich verletzen konnte. Wenig später verblutete er. Er wurde in St. Bride begraben, einer kleinen Kirche in Blair in der Nähe des Schlachtfeldes. Die Schlacht gegen eine zweifache Übermacht regulärer englischer Truppen (4000 gegen etwa 2000), teilweise Veteranen des Holländischen Krieges von Wilhelm von Oranien („Williamites“ genannt) und damit seine ehemaligen Kriegskameraden, hatte er aber gewonnen. Nach einer gescheiterten Attacke auf die in Dunkeld stationierten „Cameronians“ (ehemalige Covenanter in englischer Uniform) schlief der nun seines charismatischen Führers beraubte Aufstand ein.
Dundee lebte aufgrund seines Erfolges gegen die Engländer im ersten Jakobiten-Aufstand in schottischen Liedern als „Bonnie Dundee“ fort (so ein Gedicht von Walter Scott).
Seine Adelstitel fielen zunächst an seinen erst im April 1689 geborenen einzigen Sohn James Graham als 2. Viscount, der bereits im Dezember 1689 starb. Die Titel fielen daraufhin an seinen Bruder David Graham († 1700), der ebenfalls in Killiecrankie gekämpft hatte. Diesem wurden schließlich per Dekret vom 13. Juni 1690 seine Titel und Ländereien wegen Hochverrats aberkannt und seine Ländereien eingezogen.